# The Last Goodbye (Billy Boyd)
|  | Aquest article tracta sobre la cançó de Billy Boyd. Vegeu-ne altres significats a «The Last Goodbye». |

The Last Goodbye és una cançó interpretada per l'actor i músic escocès Billy Boyd, conegut per la seva interpretació de Peregrín Tuc a la trilogia d'El Senyor dels Anells dirigida per Peter Jackson. Aquesta cançó, escrita per Boyd, Jackson, Fran Walsh i Philippa Boyens, apareixia als crèdits de la pel·lícula El hòbbit: La Batalla dels Cinc Exèrcits, servint com a epíleg de l'adaptació cinematogràfica d'El hòbbit i dels setze anys que Jackson va passar rodant i publicant les sis pel·lícules ambientades en la Terra Mitjana de J.R.R. Tolkien.
La cançó va ser enregistrada a Wellington i Auckland (Nova Zelanda), on també es va rodar bona part de les pel·lícules.